# Allomedmassa
Genre
Allomedmassa est un genre d'araignées aranéomorphes de la famille des Corinnidae.

## Distribution
Les espèces de ce genre se rencontrent en Chine, au Viêt Nam, en Thaïlande et en Malaisie.

## Liste des espèces
Selon World Spider Catalog (version 24.5, 06/08/2023) :
- Allomedmassa bifurca Jin, Zhang & Zhang, 2019
- Allomedmassa crassa Jin, Zhang & Zhang, 2019
- Allomedmassa deelemanae Dankittipakul & Singtripop, 2014
- Allomedmassa mae Dankittipakul & Singtripop, 2014
- Allomedmassa matertera Jin, Zhang & Zhang, 2019
- Allomedmassa tamdao Lu & Li, 2023

## Systématique et taxinomie
Ce genre a été décrit par Dankittipakul et Singtripop en 2014 dans les Corinnidae.

## Publication originale
- Dankittipakul & Singtripop, 2014 : « Allomedmassa, a new spider genus from evergreen forests of Southeast Asia (Araneae: Corinnidae). » Revue Suisse de Zoologie, vol. 121, no 1, p. 15-31 (texte intégral)..